# Ковалівське повстання
Ковалівське повстання  — повстання українських селян, що відбулося в 1902 році, приводом до повстання стала жорстка експлуатація малоземельних селян крупним поміщиком В. В. Трепке.
1 квітня 1902 року селяни Ковалівки — чоловіки, жінки з дітьми — разом із жителями сусідніх сіл та хуторів увірвалися до економії поміщика В. В. Трепке і стали розбирати пшеницю та борошно з комор і млина, картоплю з погребів, сіно на луках і везти та нести все те по домівках. Викликані поміщиком з міста Полтава дві роти 33-го Єлецького піхотного полку із земським начальником Кованьком притисли натовп що складався приблизно з 600 чоловік біля млина, вимагаючи повернути розібране майно. Селяни, розламали огорожу, озброїлися кілками та камінням і почали наступати на солдатів, підбадьорюючи себе антивладними вигуками. Залп у повітря не зупинив повстанців. Тоді солдати двічі вистрелили в натовп. Двоє селян — Д. Т. Шанда і Т. А. Шанда — були вбиті і близько 20 поранено. Юрба кинулася тікати, але жорстока розправа не викликала у селян страх. Уже наступного дня близько 2000 жителів Ковалівки і навколишніх сіл знову прибули до економії. Командир військ підполковник Перейма наказав стріляти. Зазнавши невдачі, селяни помстилися розгромом хутора багатія Божка, що розташовувався на відстані 7 верст від Ковалівки.
Через тиждень до села прибула «каральна експедиція» під керівництвом губернатора Полтавської губернії. Селян зігнали на центральний майдан Ковалівки, потім їх змусили стати на коліна та почали били спеціально доставленими лозовими прутами. У жовтні 1902 року Київська судова палата засудила близько 30 найактивніших учасників виступу до різних термінів ув'язнення.